# Менаџмент људских ресурса
Менаџмент људских ресурса у организацији обухвата избор циљева, утврђивање 
политике, као и планирање, организовање, координацију и контролу делатности у подручју људских ресурса, и то преузимањем управљачких акција ради постизања изабраних циљева и остваривања саме сврхе управљачке функције као подсистема функционисања организације. 
МЉР означава три групе активности односа:
- прва група - активност је усмерена на постизање одређених, унапред утврђених циљева али уз помоћ других људи
- друга група - процес усмеравања понашања људи према одређеном послу и задатку
- трећа група - односи и комбинације производних ресурса и других чиниоца процеса деловања, ради постизања пословне ефикасности.

- Основни задаци менаџмента људских ресурса су: планирање, организовање, управљање знањем, побољшање процеса и квалитета рада, контрола и вредновање достигнућа.
Улоге менаџмента људских ресурса су:
- Стратешка
- Оперативна

## Напомена
-Текст преузет из књиге „Основе менаџмента људских ресурса“, проф. др Слободан Ћамиловић, проф. др Видоје Вујић